# Sam Lowes
Samuel Deane "Sam" Lowes (Lincoln, 14 de setembro de 1990) é um motociclista britânico, atualmente compete na MotoGP pela Aprilia Racing Team Gresini. Campeão do WorldSSP em 2013.

## Carreira
Samuel Deane "Sam" Lowes ingressou na categoria British Supersport Championship em 2009, participando também em 2010, ano na qual conquistou o título. Em 2011 ingressou no WorldSSP.